# Es war einmal … (Zeichentrickserie)
Es war einmal … (französisch Il était une fois…; spanisch Érase una vez…) sind an Kinder gerichtete Zeichentrickserien, die Wissen vermitteln. Im Zeitraum von 1978 bis 2015 wurden acht Staffeln mit insgesamt 190 Folgen ausgestrahlt. Dabei handelt jede Staffel von einem bestimmten Themengebiet und stellt eine in sich abgeschlossene Serie dar. Die Idee stammt vom Filmproduzenten Albert Barillé.

## Übersicht
Zur Reihe gehören folgende Fernsehserien:
- Es war einmal … der Mensch (1978)
- Es war einmal … der Weltraum (1982)
- Es war einmal … das Leben (1986)
- Es war einmal … Amerika (1991)
- Es war einmal … Entdecker und Erfinder (1994) (DVD-Titel: Forscher & Erfinder)
- Es war einmal … die Entdeckung unserer Welt (1996)
- Es war einmal … unsere Erde (2008)
- Es war einmal … Abenteurer und Entdecker (Neufassung von Es war einmal … die Entdeckung unserer Welt, 2009)

Daneben wurde in Spanien Érase una vez… La música (2007) veröffentlicht, eine Buchreihe in 13 Bänden mit je einer Musik-CD.
Des Weiteren wurde 2015 der 26-minütige Lehrfilm Es war einmal … Solar Impulse produziert, welcher die Weltumrundung des Solarflugzeuges Solar Impulse der beiden Schweizer Bertrand Piccard und André Borschberg behandelt.

## Veröffentlichungen
Die ersten sechs Serien wurden in Sprachen wie Deutsch, Englisch, Französisch, Spanisch, Italienisch, Polnisch, Niederländisch und weiteren Sprachen im Fernsehen ausgestrahlt bzw. auf DVD veröffentlicht.
Die Serie über Musik wurde in spanischer Sprache in Form von 13 Büchern mit je einer Musik-CD veröffentlicht. Eine TV-Fassung existiert nicht.
Die Serie Es war einmal … unsere Erde beschäftigt sich mit Problemen der Erde, darunter globale Erwärmung, Umweltverschmutzung, Dürren, Abnahme der Energieressourcen und Armut. Die Kinder in dieser Serie spiegeln darin nunmehr ein Alter von etwa 13 bis 14 Jahren wider.

## Charaktere
Zu den wiederkehrenden Charakteren zählen der Maestro bzw. der Erzähler (deutsch synchronisiert von Josef Meinrad), Adam und Eva, Jumbo, Klotz, das Ekel, Hans und Peter. Die Serie erzählt in verschiedenen Wissensgebieten, speziell an Kinder und Jugendliche gerichtet, spielerisch die Geschichte der Menschheit, über den Weltraum, Wissenswertes über das Leben, über Amerika, über verschiedene Entdeckungen und Erfinder bzw. Entdeckungen in unserer Welt, über Musik und über unsere Erde aus der Sicht einer kleinen Gruppe von Menschen. Die Mitglieder treten dabei immer als typische Vertreter der aktuellen bzw. entsprechenden Epoche auf. Manchmal übernehmen sie auch die Rolle einer berühmten Person aus der Geschichte, sofern diese zu ihrer Figur passen. Die bösen wiederkehrenden Figuren haben alle eine rote längliche Nase als Erkennungsmerkmal.
- Maestro: der weise alte Mann. Er tritt oft als Erfinder, Philosoph oder Berater auf und repräsentiert so den Fortschritt in jeder Epoche. Sein Erkennungsmerkmal ist ein langer weißer Bart, der fast seinen ganzen Körper umhüllt. In der deutschen Version der Serie übernimmt er bzw. seine Stimme auch die Rolle des Erzählers.
- Adam: der Gute. Er spielt oft den einfachen Mann aus dem Volk. Er ist mutig und hat einen guten Charakter. Er hat braune Haare und ist eher schmächtig gebaut.
- Eva: die liebende Mutter und/oder Gefährtin. Sie ist blond und eine starke Frau, die oft als Adams Ehefrau auftritt.
- Jumbo: der Starke. Er ist Adams bester Freund und immer zur Stelle, wenn dieser mit physischer Gewalt konfrontiert wird. Er hat rote Haare und eine kräftige Statur.
- Psi: als Begleiterin von Pierrot. In Es war einmal ... der Weltraum besitzt sie telepathische Kräfte.
- Klotz: Er ist nicht besonders klug, aber sehr jähzornig und bezieht immer eine gegnerische Position zu Adam, Jumbo und Co. Nur Jumbo gegenüber gibt er sehr schnell klein bei.
- Das Ekel: Der kleine Rothaarige ist hinterlistig und benutzt oft Klotz zur Umsetzung seiner üblen Pläne.
- Memory: die Uhr. Sie zeigt die aktuelle Jahreszahl an und muss auch gelegentlich verhindern, dass der Maestro eine Erfindung oder Entdeckung vor der Zeit macht.